# Listă de filme italiene din 2004
Aceasta este o listă de filme italiene din 2004:

## Lista
| 2004                                                 |                                                | |                |                                                             |
| The Consequences of Love (Le conseguenze dell'amore) | Paolo Sorrentino                               | Toni Servillo, Olivia Magnani, Adriano Giannini, Raffaele Pisu                                             | Mafia drama    | 5 David di Donatello, 3 Nastro d'Argento, entered at Cannes |
| The Keys to the House (Le chiavi di casa)            | Gianni Amelio                                  | Kim Rossi Stuart, Charlotte Rampling, Andrea Rossi                                                         | Drama          | 3 Nastro d'Argento. Venice Awards                           |
| A Children's Story (Certi bambini)                   | Giorgio Pasotti, Andrea Frazzi, Antonio Frazzi | Gianluca Di Gennaro, Carmine Recano                                                                        | Drama          |                                                             |
| Dopo mezzanotte                                      | Davide Ferrario                                | Francesca Inaudi, Fabio Troiano                                                                            | Love, Filmgoer |                                                             |
| Mi piace lavorare - Mobbing                          | Francesca Comencini                            | Nicoletta Braschi, Camille Dugay Comencini, Rosa Matteucci, Alessio Sperati                                | Drama          | 4 Awards                                                    |
| Private                                              | Saverio Costanzo                               | Mohammad Bakri                                                                                             | Drama          | Israeli-Palestinian conflict                                |
| Vento di terra                                       | Vincenzo Marra                                 | Vincenzo Pacilli, Giovanna Ribera, Francesco Giuffrida, Edoardo Melone, Vincenza Modica, Francesco Di Leva | Drama          | Close to Italian neorealism. Venice Awards                  |
| Don't Move (Non ti muovere)                          | Sergio Castellitto                             | Sergio Castellitto, Penélope Cruz, Claudia Gerini, Angela Finocchiaro                                      | Drama          | 2 David di Donatello                                        |
| '                                                    |                                                | |                |                                                             |